# NGC 2442
NGC 2442 (ook: NGC 2443) is een balkspiraalstelsel in het sterrenbeeld Vliegende Vis. Het hemelobject ligt 50 miljoen lichtjaar (17,2 × 106 parsec) van de Aarde verwijderd en werd op 8 december 1834 ontdekt door de Britse astronoom John Herschel.
Aanvankelijk werd NGC 2443 beschouwd als een apart sterrenstelsel, dat ongeveer 1 boogminuut zuidelijker lag dan de kern van NGC 2442. In 1973 werd echter gesteld dat het een niet-bestaand object is. De naamgeving werd dan ook samengevoegd. Dit stelsel (NGC 2442 / 2443) heeft de bijnamen Vleeshaak melkwegstelsel (Meathook galaxy) en Cobra / Muis (Cobra and Mouse) gekregen.

## Synoniemen[2]
- HIPASS J0736-69
- NGC 2442
- AM 0736-692
- IRAS F07365-6924
- PMN J0736-6931
- 6dFGS gJ073623.8-693151
- IRAS 07365-6924
- PSCz P07365-6924
- ESO-LV 59-0080
- LEDA 21373
- SGC 073633-6925.0
- ESO 59-8
- 2MASX J07362384-6931509